# 拉普雷里 (伊利諾伊州)
拉普雷里（英語：La Prairie）是一個位於美國伊利諾伊州亞當斯縣的城鎮。

## 地理
拉普雷里的座標為40°08′56″N 91°00′09″W / 40.14889°N 91.00250°W，而該地的平均海拔高度為216米（即709英尺）。

## 人口
根據2010年美國人口普查的數據，拉普雷里的面積為0.60平方千米，當中陸地面積為0.60平方千米，而水域面積為0.00平方千米。當地共有人口47人，而人口密度為每平方千米78人。